# Zincoberaunita
La zincoberaunita és un mineral de la classe dels fosfats que pertany al grup de la beraunita. Rep el seu nom degut al fet que és l'anàleg mineral amb zinc de la beraunita.

## Característiques
La zincoberaunita és un fosfat de fórmula química ZnFe³⁺₅(PO₄)₄(OH)₅(H₂O)₄·2H₂O. Va ser aprovada com a espècie vàlida per l'Associació Mineralògica Internacional l'any 2015. Cristal·litza en el sistema monoclínic. És químicament similar a la steinmetzita i a la wilhelmgümbelita.

## Formació i jaciments
Va ser descoberta en la pegmatita Hagendorf Sud, torbada a l'Alt Palatinat (Bavària, Alemanya). Es tracta de l'únic indret on ha estat trobada aquesta espècie mineral.